# Reading
Reading [ˈɹɛdɪŋ] ist eine Stadt (»Town«) im Vereinigten Königreich. Sie ist eine Unitary Authority innerhalb der Grafschaft Berkshire und liegt am Zusammenfluss von Kennet und Themse, auf halber Strecke zwischen London und Oxford.

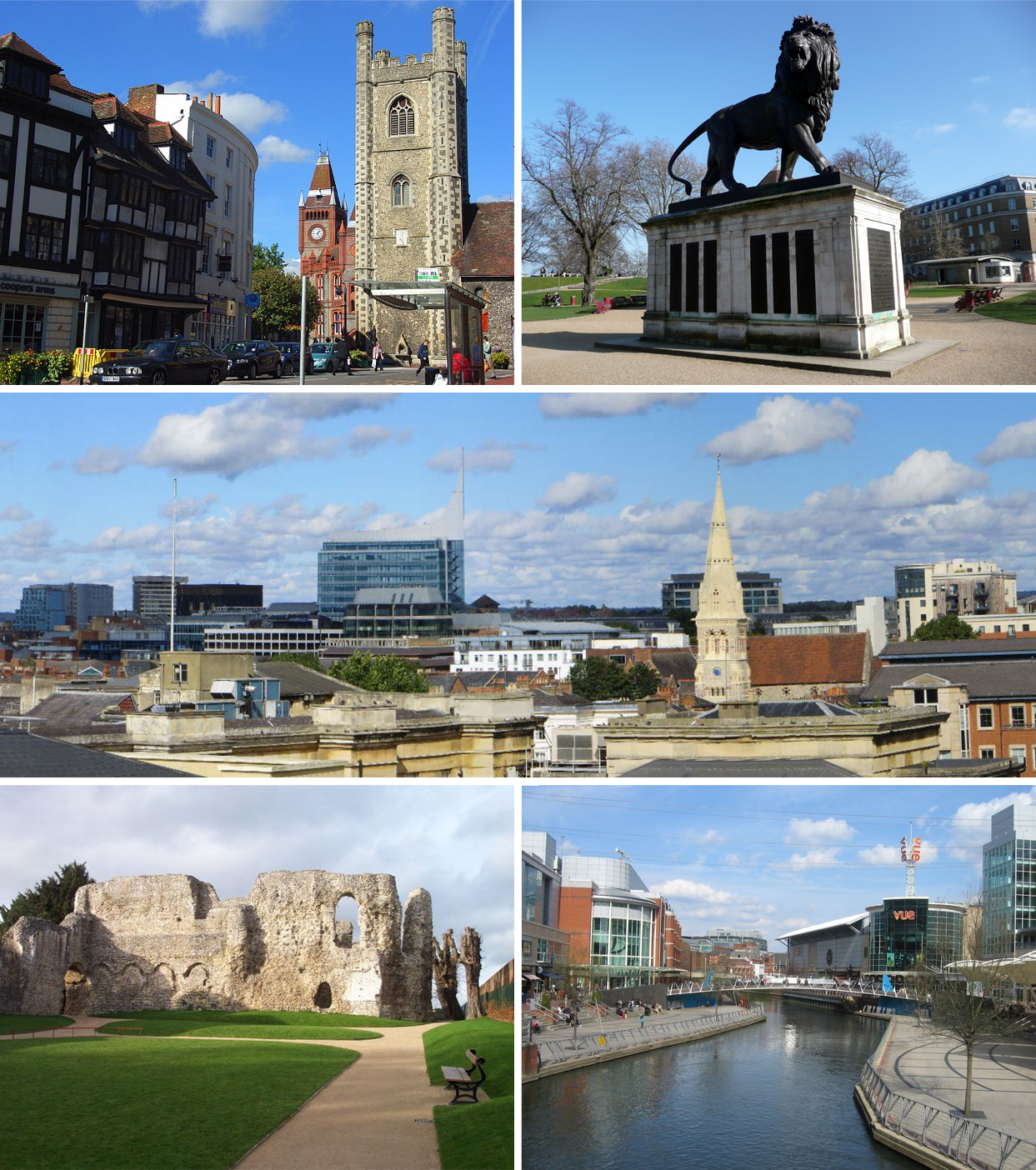
St Laurence’s Church mit Rathaus dahinter; Maiwand Lion im Park Forbury Gardens; Skyline vom Westen gesehen; Reading Abbey; The Oracle Shopping Centre

## Geschichte
Als sich im Jahr 870 die ersten Bewohner in Reading ansiedelten, war die Erreichbarkeit per Schiff wichtig: In Reading fließt der kleinere Fluss Kennet in die Themse. Bis heute kann der Fluss Kennet und der Kennet-und-Avon-Kanal mit einem Narrowboat bis nach Bath oder Bristol befahren werden, jedoch dient diese Wasserstraße heute überwiegend nur der Freizeitschifffahrt.
Am 4. Januar 871 kämpfte hier König Ethelred von Wessex gegen eine dänische Invasionsarmee und verlor die Schlacht.
Den entscheidenden Wachstumsimpuls bekam Reading durch die 1121 gegründete Benediktinerabtei Reading mit überregionaler religiöser und politischer Bedeutung. Das erste Stadtrecht wurde Reading 1253 von König Heinrich III. verliehen. Zwischen dem 12. und dem 16. Jahrhundert kämpften die Abtei und die aufstrebende Kaufmannsgilde um die Vorrechte in der Stadt. In der Mitte des 17. Jahrhunderts wurde Reading vom damals tobenden Englischen Bürgerkrieg schwer in Mitleidenschaft gezogen; 1688 fand hier ein Gefecht zwischen den Jakobiten und den Truppen Wilhelms von Oranien statt. Außerdem setzte im 17. Jahrhundert ein Niedergang des Handels der Stadt, insbesondere jener mit Tuchen, ein. Im 18. Jahrhundert war der Handel mit Malz vorherrschend.
Von ihrer Gründung im Jahr 1822 bis zu ihrer vorübergehenden Auflösung 1972 hatte die Backwarenmanufaktur Huntley & Palmers sowohl ihren Hauptsitz als auch den Produktionsstandort in Reading. Zwischendurch war Huntley & Palmers die größte Backwarenmanufaktur der Welt.
Der Name Reading leitet sich vom altenglischen Wort read ab, das dem deutschen rot entspricht. Das ea wird als kurzes e gesprochen.
Reading ist eine der größten Städte in England, die nicht das Recht haben, sich »City« zu nennen. Mehrere Bewerbungen um diesen Titel blieben erfolglos.

## Wirtschaft und Infrastruktur

### Wirtschaft
Die Stadt ist heute ein wichtiger Wirtschaftsstandort und Sitz der britischen Firmenzentralen von Oracle, Bayer, Verizon, Microsoft sowie des australischen Paketservices Pack & Send. Aber auch eines der wenigen britischen Solarunternehmen, Suntaics, hat hier seinen Hauptsitz. Ebenfalls ihren Hauptsitz in Reading haben die Yell Group, Logica sowie die BG Group.

### Bildung und Wissenschaft
Neben seiner wirtschaftlichen Bedeutung ist Reading auch ein Zentrum der Bildung. Die University of Reading wird von ca. 17.500 Studenten besucht und positioniert sich in den nationalen Rankings im oberen Bereich. Die Universitätsbibliothek beherbergt das weltweit bekannte Samuel-Beckett-Archiv.
Darüber hinaus befindet sich in Reading das Europäische Zentrum für mittelfristige Wettervorhersage, das ECMWF. Von ihm beziehen zahlreiche nationale Wetterdienste die Grundlagen ihrer Vorhersagen.

### Verkehr
Der Bahnhof Reading ist mit direkten Zügen aus London Paddington (30 min) und London Waterloo erreichbar. Die Stadt liegt an der M4 motorway.

## Sport und Kultur
Weltweit bekannt ist die Stadt vor allem auch durch das „Reading Festival“, ein jährlich stattfindendes Rockfestival, das für gewöhnlich zigtausende von Zuschauern anzieht. Oscar Wildes Gedicht The Ballad of Reading Gaol bezieht sich auf seine Inhaftierung im dortigen Gefängnis zwischen 1895 und 1897. Im 1998 errichteten Madejski Stadium spielen der Fußball-Verein FC Reading und der Rugby-Union-Verein London Irish.
Im Hexagon Theatre wurden als wichtige Ranglistenturniere im Snooker von 1984 bis 1993 der Grand Prix ausgetragen.

## Städtepartnerschaften
Reading pflegt mit folgenden Städten Partnerschaften:
- Düsseldorf, Deutschland, seit 1988, bereits seit 1947 bestehen Verbindungen zwischen beiden Städten durch Initiative der Bürgermeisterin Phoebe Cusden (Düsseldorf-Reading Association)
- Clonmel, Irland, seit 1994
- San Francisco Libre, Nicaragua (seit 1994)
- Speightstown, Barbados

## Söhne und Töchter der Stadt
- William Laud (1573–1645), Erzbischof von Canterbury
- John Barnard (* 1685 in Reading; † 28. August 1764 in Clapham), Bürgermeister der City von London (1737)
- Frederick Augustus Packer (1839–1902), australischer Organist, Komponist und Musikpädagoge
- George Blackall Simonds (1843–1929), Bildhauer und Brauereidirektor
- Edward Bagnall Poulton (1856–1943), Evolutionsbiologe und Entomologe
- Hugh Allen (1869–1946), Dirigent, Musikpädagoge und Organist
- Percy Portsmouth (1874–1953), Bildhauer
- Gavin Simonds, 1. Viscount Simonds (1881–1971), Jurist, Politiker und Lordkanzler von Großbritannien
- Basil Cameron (1884–1975), Geiger und Dirigent
- Phoebe Cusden (1887–1981), Bürgermeisterin, bildete Basis für Städtepartnerschaft mit Düsseldorf
- Douglas Clarke (1893–1962), Dirigent, Musikpädagoge, Organist, Pianist und Komponist
- Elizabeth Taylor (1912–1975), Schriftstellerin
- Arthur Ernest Wilder-Smith (1915–1995), Chemiker, Pharmakologe, Drogenexperte und Vertreter des christlichen Kreationismus
- John Arundel Barnes (1918–2010), britisch-australischer Anthropologe und Hochschullehrer
- Cormac Murphy-O’Connor (1932–2017), Kardinal der römisch-katholischen Kirche – Schüler des Presentation College (jetzt The Elvian School)
- Robert Gillmor (1936–2022), Vogelzeichner und Ornithologe
- Virginia Spate (1937–2022), australische Kunsthistorikerin
- Mike Cooper (* 1942), Gitarrist und Sänger
- David Dvorkin (* 1943), Science-Fiction- und Horrorautor
- Peter Birtwhistle (* 1950), Automobildesigner
- Mike Oldfield (* 1953), Multi-Instrumentalist und Komponist
- John Sykes (1959–2024), Rock-Gitarrist
- Ricky Gervais (* 1961), Comedian, Radiomoderator, Schauspieler, Autor, Regisseur und Filmproduzent
- Richard Howitt (* 1961), Politiker
- Jeff Minter (* 1962), Videospielentwickler
- Neil Webb (* 1963), Fußballspieler
- Ruth Picardie (1964–1997), Journalistin
- Jeremy Kyle (* 1965), Fernsehmoderator
- Sam Mendes (* 1965), Regisseur
- Alice Oswald (* 1966), Dichterin
- Luke Slater (* 1968), Techno-DJ
- Chris Cunningham (* 1970), Filmregisseur
- Richard Burns (1971–2005), Rallyefahrer
- Paul Clement (* 1972), Assistenz-Trainer beim FC Bayern München
- Kate Winslet (* 1975), Schauspielerin
- Natalie Dormer (* 1982), Schauspielerin, bekannt aus Die Tudors
- Catherine, Princess of Wales (* 1982), geb. Kate Middleton, Ehefrau von Prinz William Mountbatten-Windsor
- Pippa Matthews, geb. Middleton (* 1983), Schwester der Vorigen
- Marvin Bartley (* 1986), Fußballspieler
- Daniel McKenzie (* 1988), Rennfahrer
- Eliza Bennett (* 1992), Schauspielerin
- Fran Kirby (* 1993), Fußballspielerin
- Conor Lyne (* 1993), irischer Skirennläufer
- Harriet Scott (* 1993), irisch-englische Fußballspielerin
- Rosella Ayane (* 1996), marokkanische Fußballspielerin
- Morgan Lake (* 1997), Hochspringerin
- Shandon Baptiste (* 1998), Fußballspieler
- Charlie Estcourt (* 1998), walisische Fußballspielerin
- Gabriel Osho (* 1998), nigerianisch-englischer Fußballspieler
- Jayden Bogle (* 2000), Fußballspieler
- Faith Wood-Blagrove (* 2004), Schauspielerin